# 陈嘉佑 (1881年)

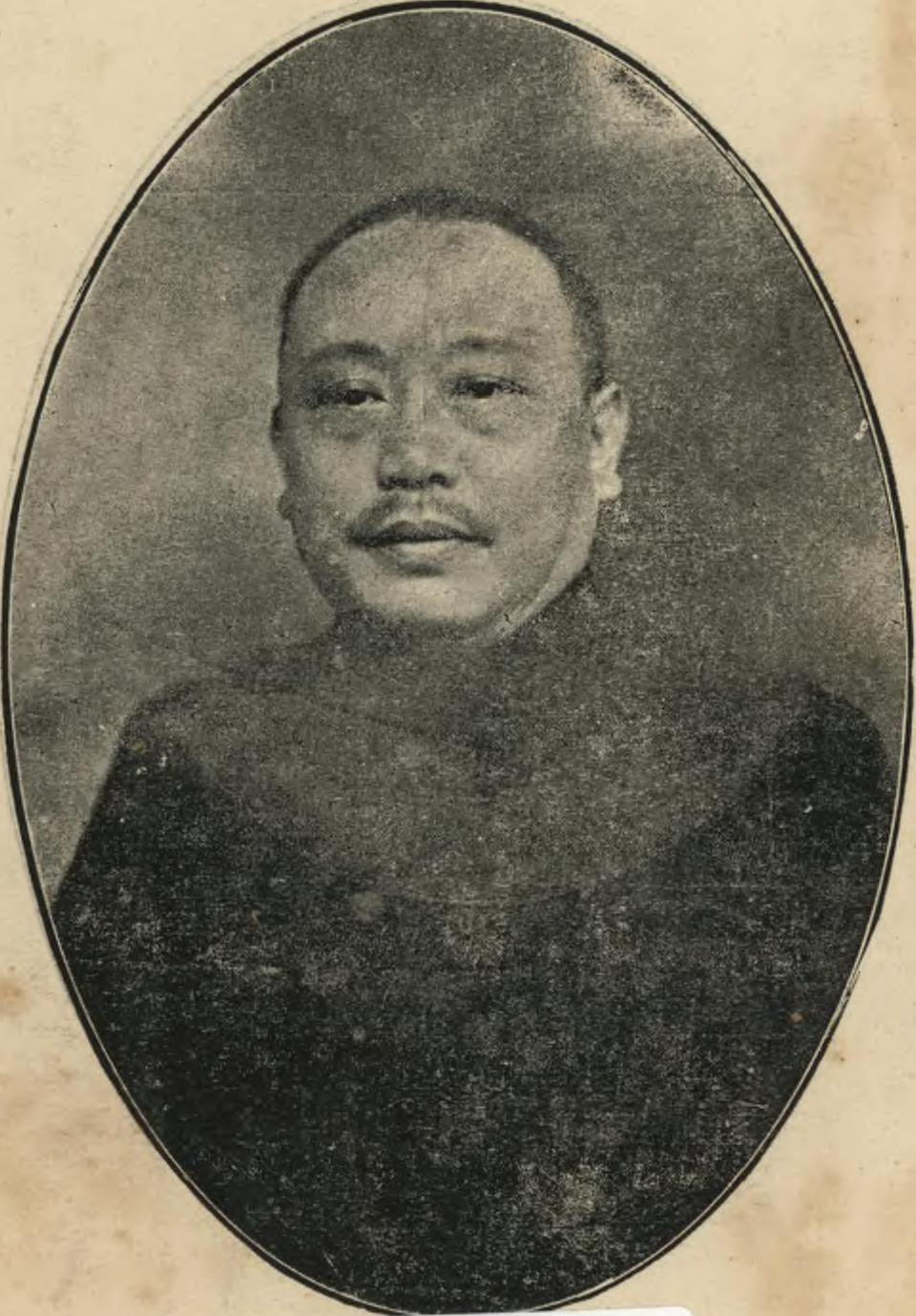
陈嘉佑

陈嘉佑（1881年—1937年1月27日），字护黄，男，湖南湘阴人，中国政治人物，曾任中国国民党第二届中央执行委员会候补执行委员，湖南省政府代理主席。